# Quốc ca Chile
Quốc ca Chile (tiếng Tây Ban Nha: Himno Nacional de Chile) còn được gọi là Canción Nacional (Quốc ca). Nó có một lịch sử với hai lời bài hát và hai điệp khúc, tạo ra ba phiên bản khác nhau. Phiên bản hiện tại được Ramón Carnicer sáng tác với ca từ của Eusebio Lillo, và có sáu phần lời chính cộng với điệp khúc.

## Ca từ nguyên gốc
Dưới đây là phần ca từ cho phiên bản được chơi thường xuyên nhất, nó tương ứng với phần 5 của quốc ca đầy đủ.
| Nguyên bản tiếng Tây Ban Nha (chính thức) | Chuyển tự IPA | Lời tiếng Anh |
| Puro, Chile, es tu cielo azulado. Puras brisas te cruzan también. Y tu campo de flores bordado Es la copia feliz del Edén. Majestuosa es la blanca montaña 𝄆 Que te dio por baluarte el Señor, 𝄇 𝄆 Y ese mar que tranquilo te baña Te promete un futuro esplendor. 𝄇 Coro: Dulce Patria, recibe los votos Con que Chile en tus aras juró: 𝄆 Que o la tumba serás de los libres O el asilo contra la opresión 𝄇 Que o la tumba serás de los libres O el asilo contra la opresión 𝄆 O el asilo contra la opresión. 𝄇 | [ˈpuɾo \| ˈtʃile \| ˈes tu ˈsjelo asuˈlaðo ǁ] [ˈpuɾas ˈbɾisas te kɾuˈsan tamˈbjen ‖] [i ˈtu ˈkampo ðe ˈfloɾes boɾˈðaðo] [ˈes la ˈkopja feˈlis ðel eˈðen ‖] [maxeˈstwosa ˈes la ˈblaŋka monˈtaɲa] 𝄆 [ke te ˈðjo poɾ baˈlwaɾte el seˈɲoɾ \|] 𝄇 𝄆 [i ˈese ˈmaɾ tɾaŋˈkilo te ˈbaɲa] [te pɾoˈmete fuˈtuɾo esplenˈdoɾ ǁ] 𝄇 [ˈkoɾo] [ˈdulse ˈpatɾja \| reˈsiβe los ˈbotos] [koŋ ke ˈtʃile en tus ˈaɾas xuˈɾo \|] 𝄆 [ke o la ˈtumba seˈɾas ðe los ˈliβɾes] [o el aˈsilo ˈkontɾa la opɾeˈsjon] 𝄇 [ke o la ˈtumba seˈɾas ðe los ˈliβɾes] [o el aˈsilo ˈkontɾa la opɾeˈsjon] 𝄆 [o el aˈsilo ˈkontɾa la opɾeˈsjon] 𝄇 | How pure, Chile, is thy blue sky, And how pure the breezes that blow across thee And thy countryside with flowers embroider'd Is a wonderful copy of Eden How majestic are thy mounts snow-cover'd 𝄆 That were giv'n to thee by God as protection 𝄇 𝄆 And the sea that batheth tranquilly thy shores Promises a splendor future fo' thee. 𝄇 Chorus: Beloved Homeland, receive thy vows That Chile gave thee on thy altars 𝄆 That thou art either the tomb o' the free O' a refuge from oppression. 𝄇 That thou art either the tomb o' the free O' a refuge from oppression, 𝄆 O' a refuge from oppression. 𝄇 |

Full National Anthem Theo Hiến pháp Chile (Chỉ câu V và phần điệp khúc được chơi [sắc lệnh 260])

## Liên kết ngoài

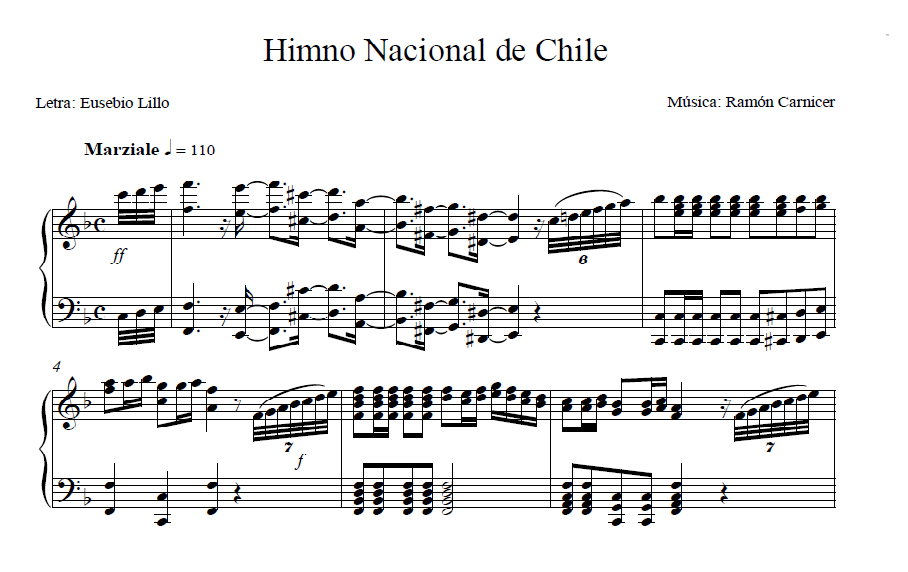
Quốc ca Chile, phần mở đầu, chơi với piano.